# Housewarmingparty

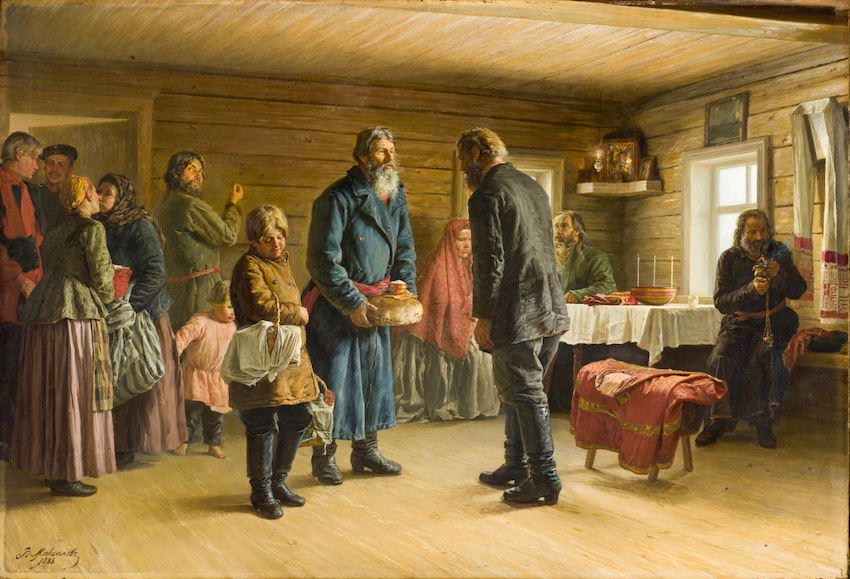
Een housewarmingparty in 1888.

Een housewarmingparty is een traditie om na het intrekken in een nieuwe woning een viering of feestje te houden.
Het feestje is bedoeld om voor de nieuwe bewoners hun woning te laten zien aan de gasten. Vaak worden cadeautjes gegeven om het nieuwe huis te decoreren en eten geserveerd om de gasten te bedanken voor hun hulp met de verhuizing. Vanwege het informele karakter van het feest, dragen de gasten vrijetijdskleding.
De term housewarming stamt af van het letterlijk verwarmen van het huis, nog voordat er centrale verwarming was. Elke gast bracht brandhout mee, om te verstoken in de open haard. Men geloofde in de middeleeuwse tijd ook in het verjagen van boosaardige geesten, die hun intrek in het leegstaande huis hadden genomen.

## Trivia
- In Frankrijk wordt de traditie pendaison de crémaillère genoemd, wat letterlijk 'ophangen van de schoorsteenhaak' betekent. Het was in de middeleeuwen gebruikelijk om een grote pot met voedsel te bereiden aan een haak in de schoorsteen, als dank voor de gasten.
- In India heet de traditie griha pravesh, oftewel 'binnengaan van het nieuwe huis'.
- In Rusland is het gebruikelijk om een kat als eerste het nieuwe huis in te laten. Dit zou het huis en de familie geluk brengen.